# Jonas Dal
For politikeren, se Jonas Dahl
Jonas Dal Andersen (født 7. juli 1976) er en dansk fodboldtræner, der er chef for FC Midtjyllands Nigeria projekt. 

## Trænerkarriere
Jonas Dal startede sin trænerkarriere i FC Midtjylland, hvor han i ti år var en del af trænerstaben i klubben i forskellige roller. Blandt andet som træner for klubbens reservehold, Ikast fS.

### Hobro IK
Han blev ansat i Hobro IK fra den 1. februar 2013 på en lejeaftale fra FC Midtjylland. I første omgang gjaldt aftalen frem til sommeren 2013, men efterfølgende forlænget til udgangen af 2013.
I november 2013 indgik Dal en to-årig aftale med klubben, så han ikke længere var tilknyttet FC Midtjylland.  Forlængelsen kom efter et succesfuldt efterår, hvor Hobro IK toppede 1. division. Det lykkedes Dal at føre Hobro op i Superligaen, og han formåede også at sikre klubben overlevelse i den bedste række i første sæson i ligaen.

### Esbjerg fB
I oktober 2015 blev Dal ansat som ny træner for Hobros Superliga-konkurrenter Esbjerg fB. Her blev han fyret 30. juni 2016.